# Avia BH-3

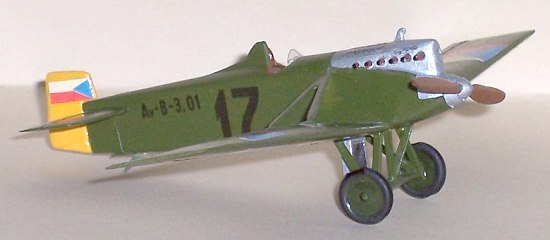
Avia BH-3 Schaalmodel (1:72)

De Avia BH-3 is een Tsjechoslowaaks laagdekker jachtvliegtuig gebouwd in het interbellum door Avia. De BH-3 is ontworpen door Pavel Beneš en Miroslav Hajn. In 1921 werd het gebouwd en in juni datzelfde jaar werd het getest. De toestellen werden in 1923 geleverd aan de Tsjechoslowaakse luchtmacht, waar ze als B.3 geregistreerd waren. Er zijn in totaal 14 BH-3's gebouwd.

## Specificaties
- Bemanning: 1
- Lengte: 7,00 m
- Spanwijdte: 10,20 m
- Hoogte: 3,10 m
- Vleugeloppervlak: 15,8 m2
- Leeggewicht: 778 kg
- Volgewicht: 1 025 kg

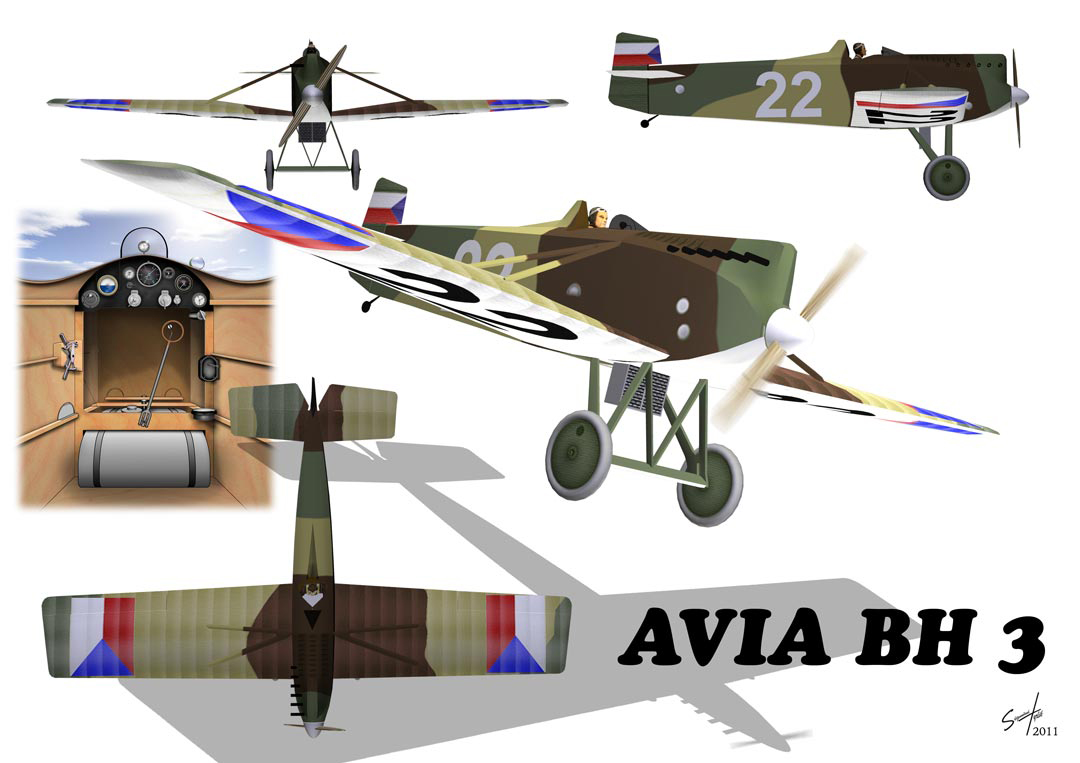
Avia BH-3

- Motor: 1× BMW IIIa, 138 kW (185 pk)
- Maximumsnelheid: 225 km/h
- Vliegbereik: 500 km
- Plafond: 7800 m
- Klimsnelheid: 7,9 m/s
- Bewapening: 2x vooruit vurende .303 Vickers machinegeweren

## Gebruikers
- Tsjechoslowakije